# Linienverkehr

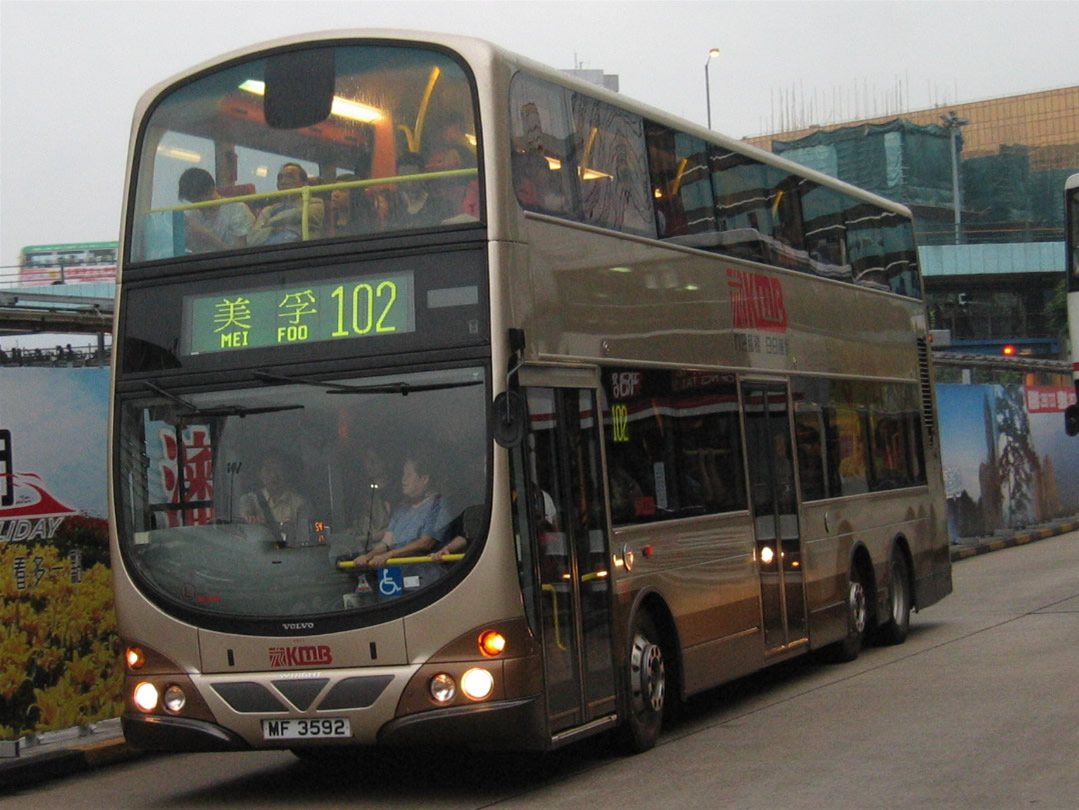
Kraftverkehr im Linienverkehr – Volvo-B7TL des KMB, Hongkong 2006

Linienverkehr ist im Verkehrswesen eine regelmäßige Verkehrsverbindung, die mittels Linien für die Personen- oder die  Güterbeförderung genutzt wird.

## Allgemeines
Linienverkehr gibt es für Fahrgäste im Straßenverkehr (z. B. Straßenbahn, Oberleitungsbus, Omnibus), in der Schifffahrt (Linienschifffahrt wie Fähren) und im Luftverkehr (Linienflug). Im Flugverkehr ist der Linienverkehr eine regelmäßige Bedienung von zwei miteinander verknüpften Flugzielen. Frachtgut wird durch Güterzüge, Frachtschiffe oder Frachtflugzeuge transportiert. Linienverkehre sind grundlegende Bestandteile des öffentlichen Verkehrs (Personen- und Güterverkehr). Insbesondere im Personennahverkehr (ÖPNV) sowie in Güterverkehren mit Stückgut ist der Linienverkehr etabliert.
Pendant des Linienverkehrs sind der Bedarfsverkehr, Charterverkehr und Gelegenheitsverkehr.

## Geschichte
Eine Art Linienverkehr kam im 14. Jahrhundert mit der Einführung der Marktschiffe auf, die speziell dazu dienten, Personen und Güter zum jeweiligen Markt zu befördern. Sie verkehrten bereits nach Fahrplan. Erste Marktschiffe dieser Art sind für Konstanz (1368), Arbon (1380), Lindau (1383), Schaffhausen (1394) und Bregenz (1416) bezeugt. Zur gleichen Zeit fuhren Pilgergaleeren im Linienverkehr regelmäßig von Venedig über Rhodos nach Jerusalem. Venedig war um 1415 auch der Ausgangspunkt für Linienschiffe nach Afrika. Im 15. Jahrhundert noch wenig genutzt, entwickelte sich im 16. Jahrhundert ausgeprägt die Beurtschifffahrt. Hierbei handelte es sich um einen Liniendienst mit regelmäßigen Fahrten ohne Rücksicht auf die Ladungsnachfrage. Von Amsterdam fuhren solche Beurtschiffe (niederländisch beurtschip; „Lastkahn“) nach Dordrecht, Antwerpen, Seeland, Gent, Brüssel oder Deventer. Die Rückkehrfahrt (niederländisch beurtvaart) war eine Form der Schifffahrt, bei der Passagiere, Fracht und Vieh nach einem Zeitplan auf einer festen Route befördert wurden.

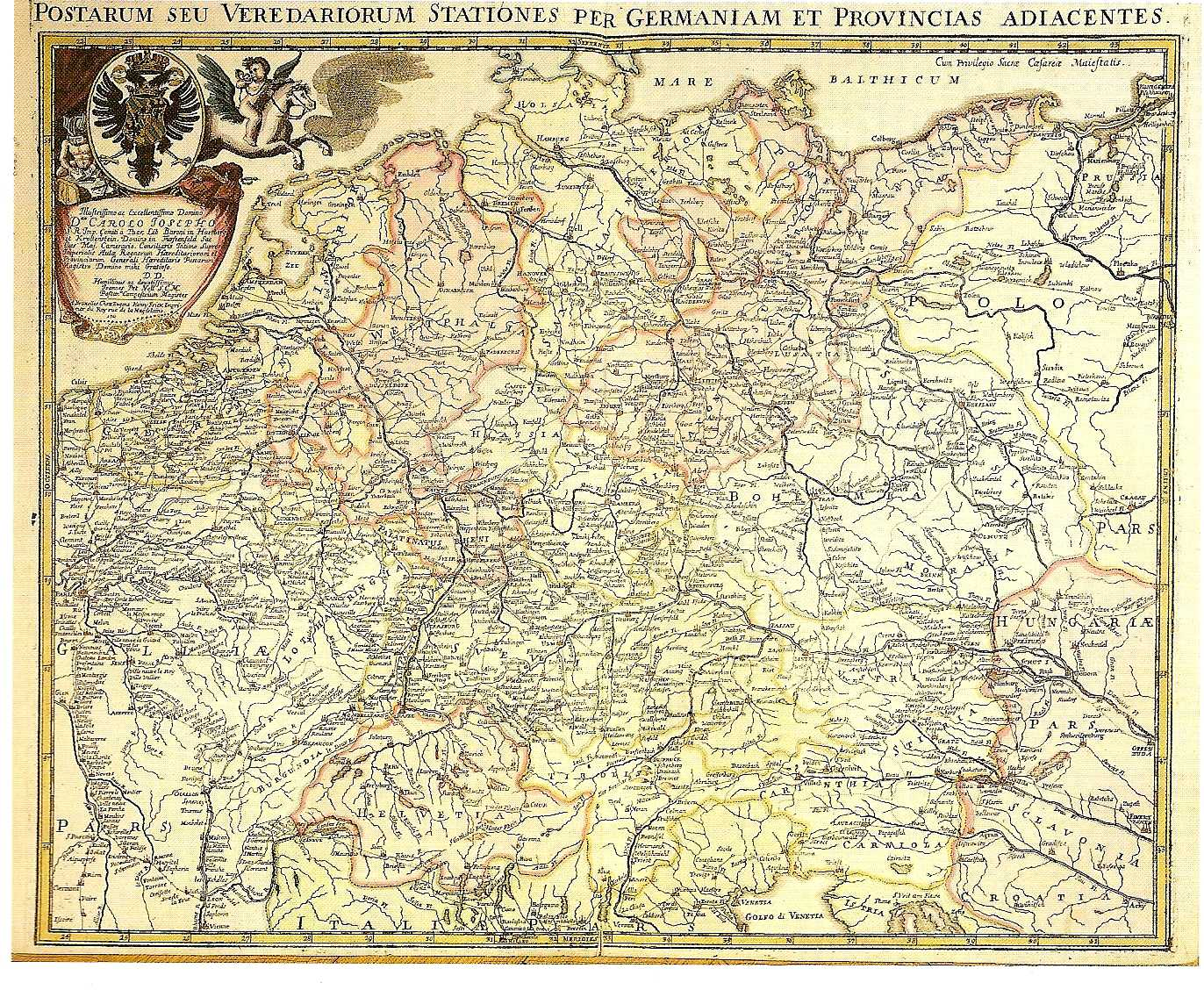
Postkurse (1711)

Planmäßiger Linienverkehr entwickelte sich im Postverkehr des 16. Jahrhunderts für Personen und Nachrichten, der als erster organisierter öffentlicher Verkehr gilt. In England wurden im Jahr 1605 regelmäßige Droschkendienste eingerichtet (englisch Hackney Hell Carts), deren Anzahl bis zum Jahr 1635 auf 6000 gestiegen war. Im Jahre 1610 fuhr die erste englische Postkutsche, die neben Postsendungen auch Passagiere beförderte. 1623 richtete Johann Maurenbrecher in Düsseldorf eine privat organisierte Fahrpost über Duisburg nach Wesel ein. Postkutschen fuhren um 1630 erstmals in Frankreich im Linienverkehr zwecks Personenbeförderung, was das Reisen für Frauen, Kinder, Alte und Kranke stark erleichterte. Erste deutsche Postkutschen verkehrten um 1660 regelmäßig zwischen Leipzig und Hamburg, ab 1683 von Leipzig nach Dresden, 1684 zwischen Leipzig und Nürnberg. Ab 1750 setzten sich Postkutschen als wichtigstes Verkehrsmittel im Überlandverkehr durch.
Im Juni 1816 betrieb die „Lady of the Lake“ als erstes Dampfschiff den Linienverkehr zwischen Hamburg und Cuxhaven. Im Jahr 1834 konstruierte Scott Russell für die Scottish Steam Company eine Dampfkutsche („Lokomobil“) für 26 Passagiere, die im Linienverkehr zwischen Glasgow und Paisley zum Einsatz kam. Die ersten Dampfschiffe begannen den Linienverkehr auf ausgedehnten Flüssen wie Themse und Rhein. Im Oktober 1825 konstituierte sich in Köln die Preußisch-Rheinische Dampfschiffahrt-Gesellschaft (PRDG), die im Juni 1826 die Schifffahrtserlaubnis erhielt. Im Mai 1827 nahm die PRDG als Rechtsvorgängerin der heutigen Köln-Düsseldorfer Deutsche Rheinschiffahrt den Betrieb im Personen- und Eilgüterdienst auf der Strecke von Mainz bis Köln auf. Im November 1831 begann die „Leopold“ mit einer Fahrt nach Überlingen und Ludwigshafen ihren Liniendienst. 1835 befuhren mehr als 100 Dampfschiffe die Themse. Die „Great Western“ überquerte als erstes Dampfschiff im April 1838 den Atlantik. Im Jahr 1850 gab es in den Niederlanden 40 Dampfschifffahrtslinien.
Nachdem die Cunard Line im Mai 1840 den Schiffsliniendienst von Liverpool nach Boston begonnen hatte, startete die Hamburg-Amerikanische Packetfahrt-Actien-Gesellschaft („HAPAG“) im Oktober 1848 den Liniendienst mit der „Deutschland“ zwischen Hamburg und New York. Im April 1860 startete in den USA der legendäre Pony-Express als regelmäßiger Postbeförderungsdienst von Saint Joseph (Missouri) nach Sacramento in Kalifornien. Die 3100 km lange Strecke wurde durch ein Stafettensystem mit 153 Zwischenstationen (englisch stations) überwunden.
Im Mai 1881 fuhr in Berlin-Lichterfelde die erste öffentlich betriebene, von Werner von Siemens konstruierte elektrische Straßenbahn im Linienverkehr. Die Deutsche Levante-Linie nahm im Juni 1890 den Schiffslinien-Verkehr mit dem östlichen Mittelmeer auf.
Der systematische Luftlinienverkehr begann am 6. April 1919 durch die erste Luftpoststrecke nach Weimar, dem Tagungsort der ersten Nationalversammlung, das dadurch schnell mit dem damals unruhigen Berlin verbunden blieb. Der Luftlinienverkehr über den Pazifik begann 1935, über den Nordatlantik 1939. Die australische Qantas führte den ersten Nonstopflug über den Pazifik von Sydney nach San Francisco mit einer Boeing 707-338B am 7. März 1965 in 14 Stunden und 33 Minuten durch. Seit Mai 1976 wurde die Concorde im Linienverkehr genutzt, sie stellte ihren Liniendienst jedoch im Juli 2000 wieder ein.

## Rechtslage

### Deutschland
Grundlage für Linienverkehr zur Personenbeförderung im Straßenverkehr ist in Deutschland das Personenbeförderungsgesetz (PBefG); das PBefG umfasst auch eine Legaldefinition: Nach § 42 Satz 1 PBefG ist der Linienverkehr „eine zwischen bestimmten Ausgangs- und Endpunkten eingerichtete regelmäßige Verkehrsverbindung, auf der Fahrgäste an bestimmten Haltestellen ein- und aussteigen können. Er setzt nicht voraus, dass ein Fahrplan mit bestimmten Abfahrts- und Ankunftszeiten besteht oder Zwischenhaltestellen eingerichtet sind“. Zum Linienverkehr gehört gemäß § 42a PBefG auch der Personenfernverkehr und gemäß § 43 PBefG der Berufsverkehr (Arbeitnehmer als Pendler zwischen Wohnung und Arbeitsstätte), Schülerfahrten mit Schulbussen, Marktfahrten und Theaterbesuche (Sonderformen des Linienverkehrs). Die nach § 9 Abs. 1 PBefG erforderliche Genehmigung zur Personenbeförderung erstreckt sich auch auf die Genehmigung des Fahrplans, der Beförderungstarife und der Beförderungsbedingungen. Bedarfs- oder Gelegenheitsverkehr (Charterverkehr) ist nach § 46 Abs. 1 PBefG die Beförderung von Personen mit Kraftfahrzeugen, die nicht Linienverkehr nach den §§ 42, 42a und 43 BPBefG sind.
Öffentlicher Personennahverkehr im Sinne des § 2 RegG ist die allgemein zugängliche Beförderung von Personen mit Verkehrsmitteln im Linienverkehr, die überwiegend dazu bestimmt sind, die Verkehrsnachfrage im Stadt-, Vorort- oder Regionalverkehr zu befriedigen.
Luftfahrtunternehmen, die Personen oder Sachen gewerbsmäßig durch Luftfahrzeuge auf bestimmten Linien öffentlich und regelmäßig befördern (Fluglinienverkehr), bedürfen dafür außer der Genehmigung nach § 20 Abs. 1 LuftVG einer besonderen Genehmigung (§ 21 LuftVG).
In der StVO ist der Linienverkehr besonders berücksichtigt, wobei Omnibussen das Wiedereinscheren in den fließenden Verkehr und gemäß § 27 StVO im Zuge der Verbandregel eine Vorbeifahrt zu ermöglichen ist.
Die Ausnahmegenehmigung von Bestimmungen der Verordnung über den Betrieb von Kraftfahrtunternehmen im Personenverkehr (BOKraft) befreit jeweils von einzelnen Vorschriften der BOKraft.

### Grenzüberschreitende Linienverkehre
Die Lizenz für den grenzüberschreitenden Linienverkehr mit Kraftomnibussen innerhalb der EU (EU-Gemeinschaftslizenz gemäß Verordnung (EG) Nr. 1071/2009) berechtigt zum gewerblichen grenzüberschreitenden Personenverkehr im Gebiet der Europäischen Union. Die Genehmigung für den grenzüberschreitenden Linienverkehr außerhalb der EU (Internationale Genehmigung gemäß Verordnung (EWG) des Rates zur Einführung gemeinsamer Regeln für den grenzüberschreitenden Personenverkehr und Personenbeförderungsgesetz (PBefG)) berechtigt zum gewerblichen grenzüberschreitenden Personenverkehr außerhalb der EU.
Die Genehmigung für den Linienverkehr im Transit (Transitgenehmigung gemäß Verordnung (EWG) des Rates zur Einführung gemeinsamer Regeln für den grenzüberschreitenden Personenverkehr und des Personenbeförderungsgesetzes (PBefG)) berechtigt zur Personenbeförderung im Transit durch Deutschland von oder zu einem Staat außerhalb der EU.

## Wirtschaftliche Aspekte
Der Linienverkehr orientiert seine Kapazitäten (Größe des Transportmittels wie Minibus oder Großraumflugzeug) weniger an der Nachfrage, sondern aufgrund der Grundversorgung überwiegend an Fahrplänen. Ein Verkehrsbetrieb, der sich für Linienverkehr entscheidet, verpflichtet sich, in der jeweiligen Planungsperiode unabhängig von der tatsächlich aufkommenden Nachfrage die im Fahrplan angekündigten Fahrten durchzuführen. Das hat starke Schwankungen im Auslastungsgrad zur Folge, die von Unterbeschäftigung (im ungünstigsten Fall: „Leerfahrt“) bis hin zur Vollbeschäftigung oder gar Überbeschäftigung reichen kann. Gemessen wird der Auslastungsgrad im Personenverkehr durch die Sitzauslastung (Bahnen, Busse, Passagierschiffe) oder den Sitzladefaktor (Passagierflugzeuge), im Güterverkehr durch Ladetonnenkilometer (Güterzüge, Speditionen) oder Nutzladefaktor (Frachtflugzeuge).
Die Messung des Auslastungsgrades ist von großer Bedeutung, weil der Linienverkehr einen hohen Anteil an Fixkosten aufweist. Die hohen Fixkosten treiben die Gewinnschwelle in die Höhe, so dass ein Gewinn erst bei einem hohen Auslastungsgrad entstehen kann. So liegt die Gewinnschwelle bei Linienflügen bei einer Auslastung von 70–80 %. Fällt der Sitzladefaktor unter diese Gewinnschwelle, entstehen Verluste.
Entscheidet sich eine Fluggesellschaft beispielsweise dazu, eine im Durchschnitt zu 70 % ausgelastete Flugstrecke (bei einer Sitzkapazität von 100 Sitzplätzen) durch ein größeres Flugzeug mit maximal 200 Sitzplätzen zu bedienen, so sinkt der Sitzladefaktor von 70 % auf 35 %. Diese Auslastung liegt mit hoher Wahrscheinlichkeit unter der Gewinnschwelle (englisch break even-load factor), so dass Verluste entstehen. Dabei ist zu bedenken, dass sich die Gewinnschwelle sogar erhöht hat (das größere Flugzeug verursacht höhere Fixkosten wie Abschreibungen und Personalkosten durch mehr Bordpersonal). Größere Sitzkapazitäten sind daher nur sinnvoll, wenn eine überproportional steigende Nachfrage zu erwarten ist. Verallgemeinernd gilt daher für alle Linienverkehre, dass die Größe des Transportmittels der durchschnittlich zu erwartenden Passagierzahl (oder Frachtmenge) anzupassen ist. Kleinere Transportmittel verursachen geringere Fixkosten (Abschreibungen, Bordpersonal) und führen deshalb auch zu niedrigeren Gewinnschwellen.
Unternehmensziel der Transportunternehmen muss unter anderem auch sein, durch Steigerung des Auslastungsgrades die Leerkosten in Nutzkosten zu verwandeln, um auf diese Weise die Gewinnschwelle zu überschreiten und Gewinne erwirtschaften zu können.